# 车府增十二
蝎虎座12（车府增十二），又名BD+39 4912，HD 214993、SAO 72627、HR 8640，是蝎虎座的一颗恒星，视星等为5.25，位于銀經97.65，銀緯-16.18，其B1900.0坐标为赤經22h 36m 59.9s，赤緯+39° -16.18′ 11″。